# Чемпионат Европы по фигурному катанию 1930
Чемпионат Европы по фигурному катанию 1930 года проходил в Берлине (Германия). Этот чемпионат стал первым, в программе которого, кроме мужского одиночного катания, появились женское одиночное фигурное катание и парное катание. В соревнованиях приняло участие 10 стран и 34 спортсмена, это было рекордом для европейского турнира. Победу одержали: у мужчин австриец Карл Шефер, у женщин австрийка Фрици Бюргер, среди пар венгры Ольга Оргоништа и Шандор Салаи.

## Результаты

### Мужчины
| Место | Имя                | Страна       |
| ----- | ------------------ | ------------ |
| 1     | Карл Шефер         | Австрия      |
| 2     | Отто Голд          | Чехословакия |
| 3     | Маркус Никканен    | Финляндия    |
| 4     | Герберт Гертель    | Германия     |
| 5     | Эрнст Байер        | Германия     |
| 6     | Йозеф Бернгаузер   | Австрия      |
| 7     | Рудольф Пражновски | Чехословакия |
| 8     | Бенно Вельманн     | Германия     |
| 9     | Отто Цаппе         | Чехословакия |

### Женщины
| Место | Имя                    | Страна         | Сумма мест |
| ----- | ---------------------- | -------------- | ---------- |
| 1     | Фрици Бюргер           | Австрия        |            |
| 2     | Ильзе Хорнунг          | Австрия        |            |
| 3     | Виви-Анн Хюльтен       | Швеция         |            |
| 4     | Лилли Вайлер           | Австрия        |            |
| 5     | Герда Хорнунг          | Австрия        |            |
| 6     | Эдель Рандем           | Норвегия       |            |
| 7     | Yvonne de Ligne-Geurts | Бельгия        |            |
| 8     | Кэтлин Шоу             | Великобритания |            |
| 9     | Лилли Кюн              | Швейцария      |            |

### Пары
| Место | Имя                                    | Страна       | Сумма мест |
| ----- | -------------------------------------- | ------------ | ---------- |
| 1     | Ольга Оргоништа / Шандор Салаи         | Венгрия      |            |
| 2     | Эмилия Роттер / Ласло Соллаш           | Венгрия      |            |
| 3     | Гизела Хохальтингер / Отто Прайссеккер | Австрия      |            |
| 4     | Ольга Филиповиц / Режё Диллингер       | Венгрия      |            |
| 5     | Иди Папец / Карл Цвак                  | Австрия      |            |
| 6     | Риди Яуэрник / Пепо Яуэрник            | Австрия      |            |
| 7     | Эльзе Хоппе / Оскар Хоппе              | Чехословакия |            |